# Pante Baro Gle Sibla
Pante Baro Gle Sibla is een bestuurslaag in het regentschap Bireuen van de provincie Atjeh, Indonesië. Pante Baro Gle Sibla telt 393 inwoners (volkstelling 2010).